# Nikica Pušić-Koroljević
Nikica Pušić-Koroljević (Požega, 19. ožujka 1983.), hrvatska rukometašica, članica rukometnog kluba Lokomotiva i Hrvatske rukometne reprezentacije. 

## Klubovi
Od sezone 1999./2000 članica je Rukometnog kluba Kraš, 	koji mjenja ime u Lokomotiva Zagreb i RK Lokomotiva Zagreb. Dvostruka je osvajačica Hrvatskoga kupa i to 2005. i 2007 godine.